# St. Hubertus (Duisburg-Rahm)

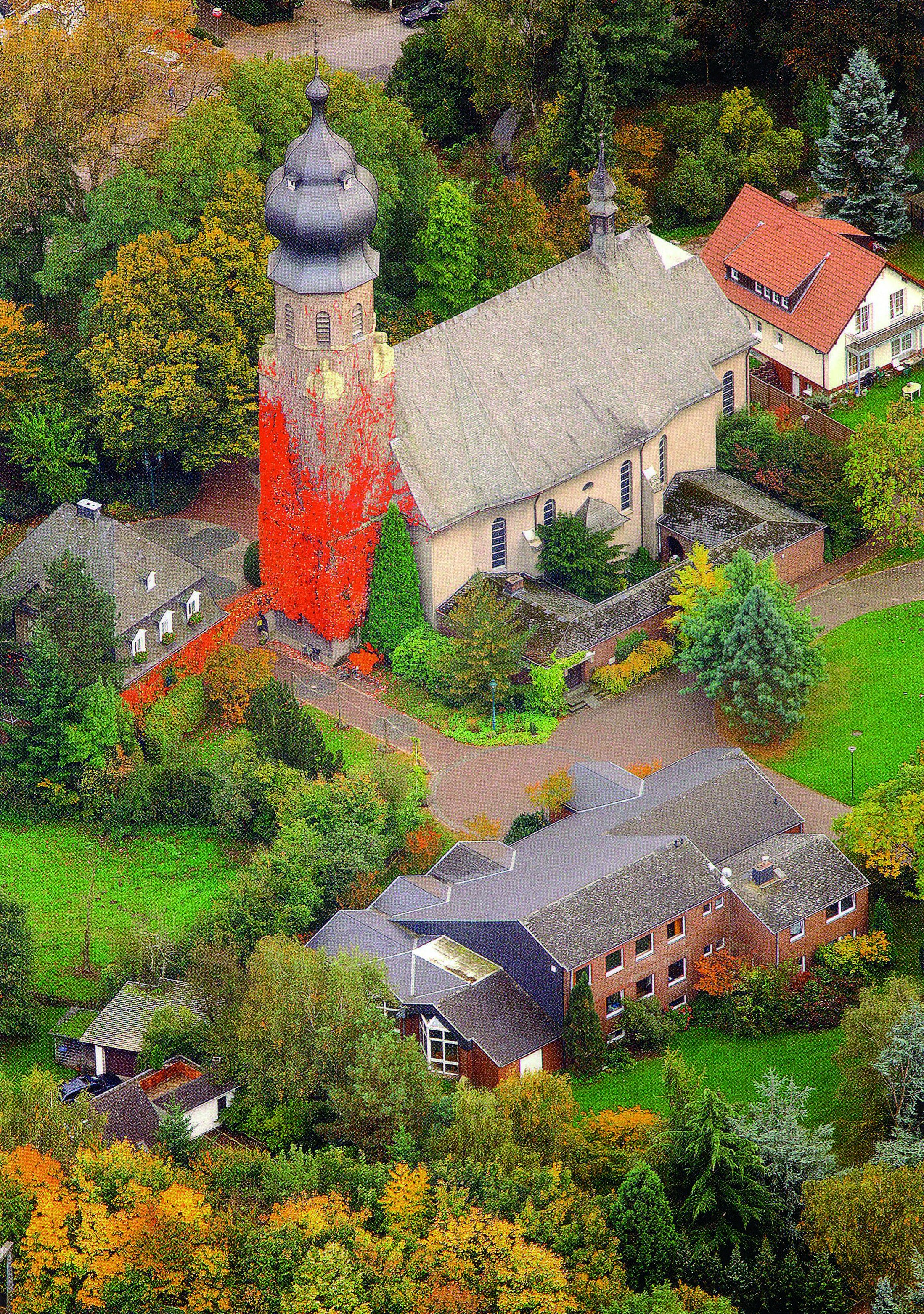
Kirche St. Hubertus in Rahm mit Pfarrhaus und Gemeindezentrum

Die römisch-katholische Kirche St. Hubertus steht im Ortsteil Rahm der Stadt Duisburg in Nordrhein-Westfalen. Sie wurde bis 1925 nach Plänen von Franz Schneider errichtet, 1928 geweiht und 1985 unter Denkmalschutz gestellt.

## Lage
Die zur St.-Hubertus-Kirche gehörenden kirchengemeindlichen Liegenschaften befinden sich im Ortskern Rahms (Alt-Rahm). Dazu zählen das zur gleichen Zeit wie der Kirchbau errichtete Pfarrhaus (heute u. a. das Gemeindebüro), der Friedhof (1930 eröffnet), das kirchliche Gemeindezentrum und die Kindertagesstätte (Errichtung der Grundeinrichtungen im Jahr 1963).

## Geschichte
Das Dorf Rahm gehörte bis zur kommunalen Neugliederung des rheinisch-westfälischen Industriegebiets 1929 über Jahrhunderte zur sogenannten Freiheit Angermund. Schon zu Beginn des 18. Jahrhunderts hatte die damalige Honschaft Rahm mehr Haushaltungen als die „inwendige“ Freiheit Angermund. Die Rahmer Gläubigen gehörten wie die Angermunder seit jeher der Pfarrei Kalkum an. 1703 wurde Angermund einschließlich Rahm von der Pfarrei Kalkum getrennt und zur selbstständigen Pfarrei erhoben. Mit stetig wachsender Bevölkerungszahl entwickelte sich danach bei den Rahmer Gläubigen – diese sogenannte „auswendige“ Bürgerschaft war um diese Zeit nahezu vollständig katholisch – der Wunsch nach mehr kirchlicher Eigenständigkeit und vor allem einer eigenen Kirche.
Im Jahr 1906 wurde der Rahmer Kirchbauverein gegründet. Der Verein bat kurze Zeit nach seiner Gründung etliche renommierte Kirchenbaumeister um Entwürfe für eine Rektoratskirche in Rahm. Fünf Architekten reichten zwischen 1909 und 1914 ihre recht unterschiedlichen Pläne ein. Von diesen wurde der mehrfach überarbeitete, neoromanisch orientierte Entwurf des Düsseldorfer Architekten Peter Josef Kleesattel favorisiert. Im Laufe des Ersten Weltkriegs rückten zwei gewichtige Unterstützer der Kirchbaupläne – die Familie des Reichsgrafen Franz Friedrich von Spee mit Sitz auf Schloss Heltorf und der Duisburger Getreidegroßmühlenbetreiber Fritz Rosiny – von dem Vorhaben ab. Alle bis dahin entstandenen Entwürfe wurden beiseitegelegt.
Unter Pfarrrektor Walther Schönheit wurde Rahm 1917 zu einem eigenen katholischen Seelsorgebezirk. Für den Kultus der jungen Rektoratsgemeinde wurde noch während des Krieges zunächst eine (zwingend erforderliche) Notkirche eingerichtet, und zwar im Tanzsaal der Gaststätte Bender, den man zu einer Kapelle umgestaltete. Die Weihe fand im Oktober 1917 statt. Für die Gottesdienste musste sich die Gemeinde bis Ende 1925 mit diesem beengten Provisorium begnügen.
1918 wurde das Kirchbauprojekt wieder aufgenommen. Pfarrrektor Schönheit fand Gefallen an neobarocken Vorbildern und nahm 1919 Kontakt mit dem Architekten Franz Schneider auf. Die spätbarocke Ausstattung der alten Pfarrkirche St. Severinus in Karken, Kreis Heinsberg, wurde käuflich erworben, ebenso 1921 ein passender Bauplatz für die Kirche. 1922 wurde Architekt Franz Schneider mit Planung und Bau der neobarocken Dorfkirche in Rahm beauftragt. 1922 bis 1925 folgte die Errichtung der Kirche, weitgehend in Eigenleistung. Die Gemeinde kaufte 1924 die alte Barockorgel der Gemeinde St. Sebastianus in Friesenhagen (Westerwald). Weihbischof Hermann Joseph Sträter weihte 1928 die Kirche St. Hubertus. 1935 war die Orgelweihe nach gründlicher Erneuerung des Werks.
Auch nach Vollendung der neuerbauten Kirche blieb das Rektorat noch länger als zwei Jahrzehnte organisatorisch abhängig von der Pfarrgemeinde Angermund. Erst am 30. März 1952 erhob der Erzbischof von Köln die Kirchengemeinde St. Hubertus zu einer eigenständigen Rektoratspfarrei. Mit der Gründung des Bistums Essen (1958) wurde Rahm aus dem Dekanat Ratingen im Erzbistum Köln ausgegliedert und dem Dekanat St. Judas Thaddäus im Bistum Essen zugeordnet. Wegen ernster Mauerwerksschäden wurde die Kirche 1962/1963 von Grund auf erneuert. Am 22. Dezember 1963 konsekrierte Bischof Franz Hengsbach die wiederaufgebaute Kirche. Die Glockenweihe der drei neuen Bronzeglocken fand 1994 statt. Vom November 2006 an hatte Rahm keinen eigenen Pfarrer mehr. Die Gottesdienste hielt ein Pastoralteam. 
Nach der organisatorischen Neugliederung der Pfarrei in den Jahren 2000 bis 2018 hat die Rahmer Kirche den Status eines Kirchorts in der Pfarrei St. Judas Thaddäus. Ihr Pastoralteam leitet Pfarrer Andreas Brocke. Diakon Löv ist am Kirchort Rahm für Taufen, Trauungen, Beerdigungen, Wortgottesfeiern und die Koordinierung zuständig. Der Förderverein St. Hubertus in Duisburg-Rahm veröffentlichte 2014 eine umfassende Schrift über die St.-Hubertus-Kirche.

## Bauwerk und Architektur
Der 1917 nach Rahm berufene Pfarrrektor Walther Schönheit ging seine neue Aufgabe als Bauherr einer Dorfkirche mit Nachdruck an. Anregungen fand er in Berichten über vier neobarocke Dorfkirchen im Sauerland. Gefördert hatte ihren Bau der Kölner Prälat Alexander Schnütgen, ein anerkannter Fachmann für die barocke Baukunst. Für zwei dieser Kirchen war der Architekt Franz Schneider verantwortlich. Er konnte auch für das Projekt in Rahm gewonnen werden.
In einem ersten Schritt wurden 1919, einem Hinweis des Mündelheimer Pfarrers Schumacher folgend, von der Gemeinde St. Severinus in Karken (Kreis Heinsberg) barocke Kirchenmöbel aus der aufgegebenen alten Pfarrkirche erworben. Für das Mobiliar galt die konservatorische Auflage, es in einem dem Barockstil angepassten Kirchenraum dauerhaft zur Geltung zu bringen. Dem davon inspirierten Entwurf Schneiders stimmte der Rahmer Kirchbauverein 1922 zu.
Schneider entwarf eine Saalkirche mit ovalem Grundriss. Den in ihre Außenwände eingearbeiteten Konchen ordnete er individuelle Funktionen für Seitenaltäre, Beichtstuhl und Hubertusstele sowie Haupteingang und Aufgang zur Orgelempore zu. Den Chorraum gestaltete er als eingezogenes Rechteck, das im Bereich des Hauptaltars ebenfalls mit einer Konche abschließt. Die Decke wird durch ein weit unter den Traufpunkt herabgezogenes Gewölbe gebildet, das im Bereich der Fenster durch Stichkappen unterbrochen ist. Grundriss wie Aufriss haben barocke Gestaltungsmerkmale, die sich dem Rokokomobiliar unterordnen. Der Kirchturm mit seiner barocken Haube lehnt sich an die Formensprache der barocken Türme der Profanbauten im Rheinland und in Westfalen an, zum Beispiel am nahegelegenen Schloss Heltorf.
Schneiders Plänen folgend wurde die Kirche in den Jahren 1922 bis 1925 errichtet. Der erste Gottesdienst in dem neuen Gebäude fand zu Weihnachten 1925 statt.
Die kostensparende Ausführung mit ungeeignetem Material führte innerhalb von vierzig Jahren zu gravierenden Bauschäden. Zu retten war die Kirche nur durch eine aufwendige Sanierung (1961–63), für die unter anderem das vollständige Mauerwerk des Kirchenschiffs erneuert werden musste. Turm und Dachstuhl wiesen keine Schäden auf und konnten bestehen bleiben. Die Totalerneuerung umfasste den Chorraum, die Verlegung des Haupteingangs sowie die Errichtung der Anbauten von Sakristei, Kreuzgang und Totenkapelle.

## Denkmalschutz
Kirche, Pfarrhaus und Friedensmal stehen seit 15. März 1985 unter Denkmalschutz. Der neobarocke Zwiebelturm der Kirche ist das markante Wahrzeichen Rahms.

## Ausstattung
Von der zum Teil mehrfach restaurierten Ausstattung sind als wichtigste Stücke zu nennen:

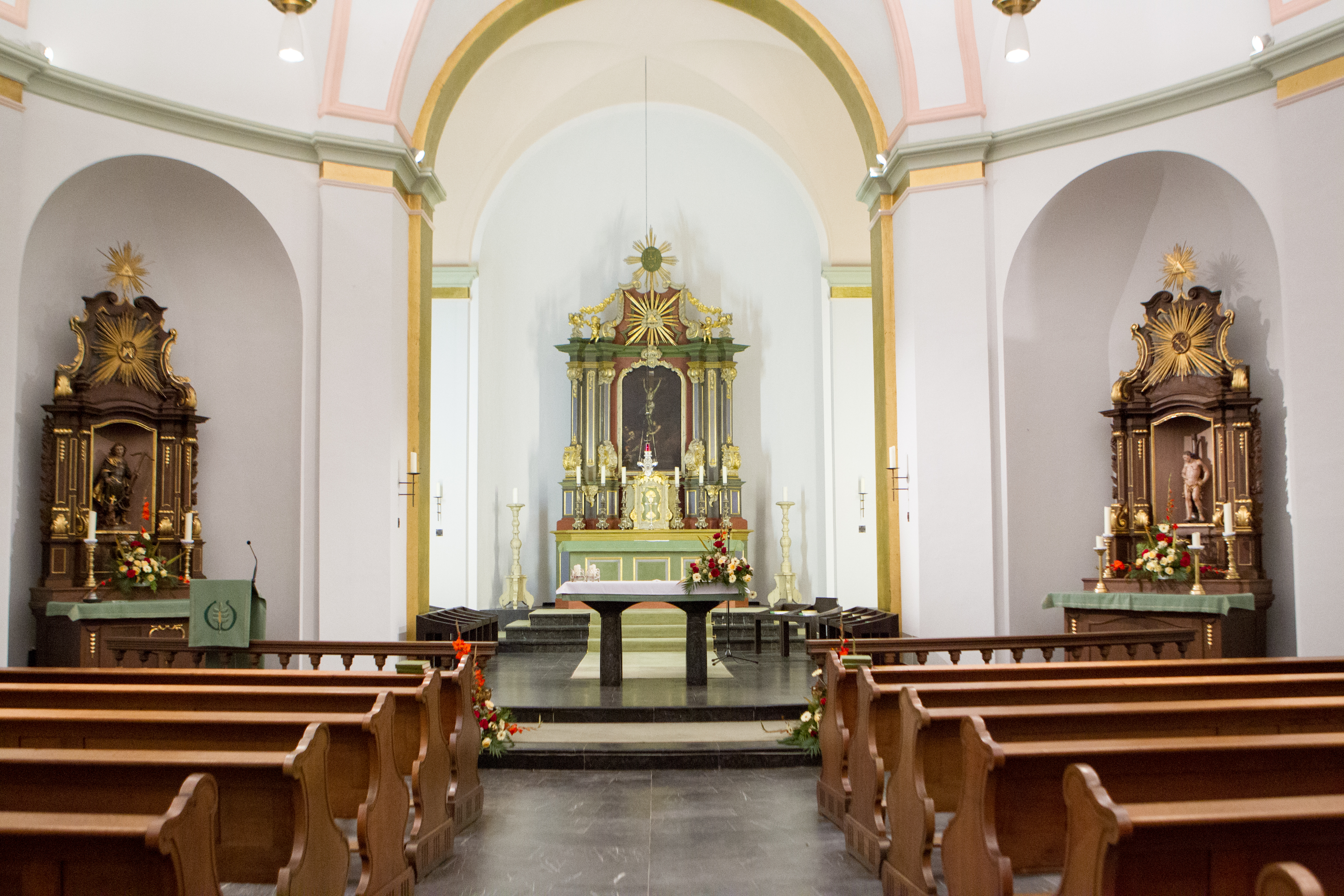
St. Hubertus, Ansicht des Altarraums

### Hochaltar
Der Hochaltar von 1781 ist im Übergangsstil vom Barock zum Klassizismus gestaltet. Das Altargemälde stellt eine Kreuzigungsszene dar, die dem Umfeld bzw. der Schule von Johannes Zick (1702–1759) oder dessen Sohn Januarius Zick (1730–1797) zugeschrieben wird.

### Seitenaltäre
Die zwei Seitenaltäre, paarig ausgeführt und wahrscheinlich aus derselben Werkstatt stammend, waren ursprünglich ein Marienaltar und ein Altar für St. Severinus. In Rahm wurden sie umgewidmet zu Altären für die Heiligen Hubertus und Sebastian.

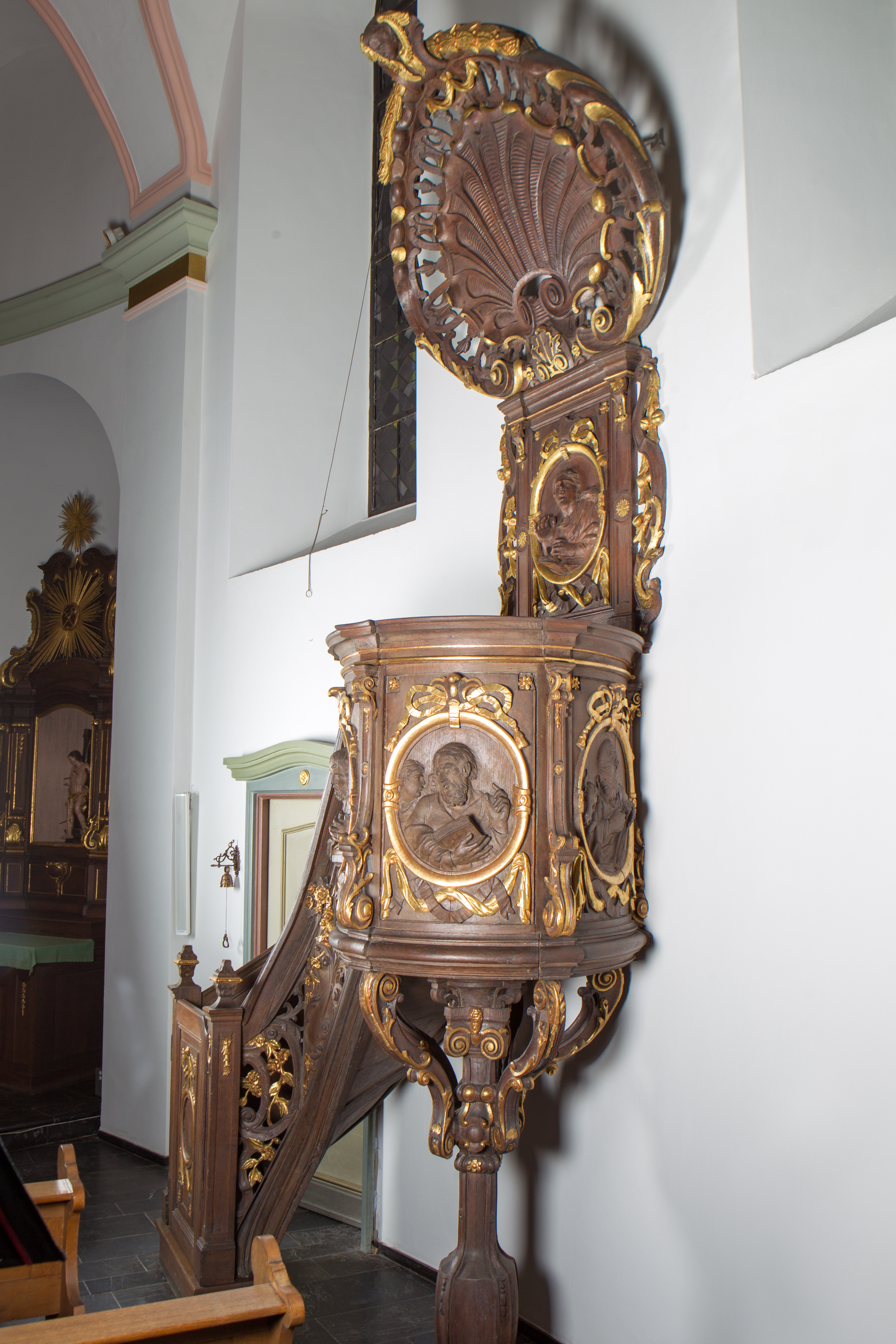
Die barocke Kanzel

### Kanzel
Die Kanzel ist vermutlich älteren Ursprungs als der Hauptaltar und wurde von einem anderen Künstler als die Altäre geschaffen. Ihr Hauptschmuck sind vier Evangelistenreliefs, von denen das des Johannes eine prominente Stelle an der Kanzelrückwand einnimmt.

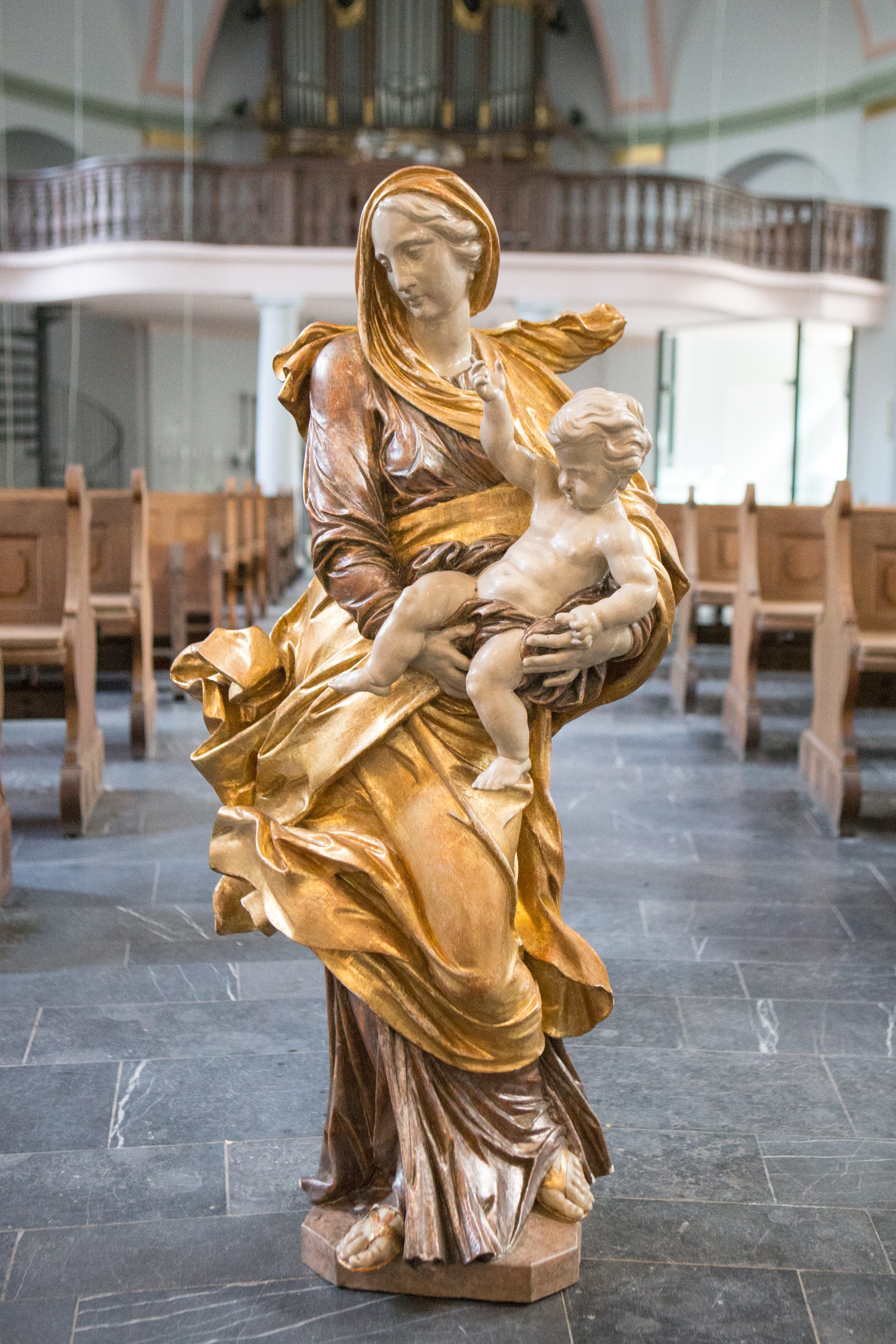
Die „Rahmer Madonna im Sturmwind“

### Marienstatue
Die Rahmer „Madonna im Sturmwind“ samt Wandkonsole entstand vermutlich in der Mitte des 18. Jahrhunderts. Die Herkunft der 118 cm hohen, aus Eichenholz geschnitzten Figur ist unklar.

## Orgel
Die ursprüngliche Orgel (Entstehungszeit ca. 1750), wertvoll vor allem wegen ihres barocken Prospekts, wurde 1924 von der Gemeinde St. Sebastianus in Friesenhagen erworben. Erhalten sind von ihr heute noch der an die Konche der Empore angepasste Prospekt sowie einige Pfeifen des Lieblich Gedackt 8′ des Hauptwerks. Diese erste Orgel von St. Hubertus wurde von der Orgelbauwerkstätte Edmund Fabritius aus Kaiserswerth unter Verwendung des Prospekts der Friesenhagener Orgel und alter Orgelteile 1934 tiefgreifend überarbeitet sowie in dieser Form am 6. Januar 1935 neu geweiht.
Schon bald mehrten sich jedoch die Defekte an dem Instrument, so dass ein Neubau erforderlich wurde. 1957 erhielt die Kirche daher als Opus 39 eine Weimbs-Orgel mit 20 Registern auf zwei Manualen und Pedal, wieder unter Bewahrung des einzigen historischen Registers. Dieses Instrument verfügte über Kegelladen bei elektrischer Spiel- und Registertraktur.
Auch die jetzige Orgel wurde 1980 von der Werkstätte Weimbs Orgelbau erbaut, wegen erneuter Defekte in der anfälligen Elektrik als mechanisches Schleifladeninstrument mit elektrischer Registertraktur. Spieltisch, Windversorgung, Trakturen und Windladen sowie das Pfeifenwerk für fünf Register (darunter die Prinzipal 8′-Prospektpfeifen aus Zinn) wurden komplett neu gebaut; weiterverwendet werden konnten dagegen das restliche Pfeifenwerk von 1957 und auch die alten Pfeifen aus dem 18. Jahrhundert. Die Orgelweihe des Instruments in dieser Form fand am 2. November 1980 statt.
Im Jahr 2017 wurde die Orgel im Rahmen einer Generalsanierung durch die Erbauerfirma als Opus 341 reorganisiert sowie um ein Schwellwerk auf insgesamt 35 Register erweitert. Das am 8. Oktober 2017 neu geweihte Instrument erhielt damals auch ein neues Gebläse, einen neuen Spieltisch sowie eine komplett erneuerte elektrische Anlage samt Setzer. 2021 erfolgte als Opus 354 eine abschließende Erweiterung um ein auf allen Klaviaturen verfügbares Werk mit Soloregistern und ein mobiles Keyboard für Schwell-, Solowerk sowie alle elektrisch traktierten Pedalregister.
Das Schleifladeninstrument hat heute 43 Register auf drei Manualen und Pedal. Hervorzuheben ist unter ihnen die echte 32′-Tuba in Diaphon-Bauweise mit Haskell-Kröpfen, die auf dem europäischen Kontinent einzigartig ist. Die Spieltrakturen von Hauptwerk, Positiv und Pedal sind mechanisch – die von Schwellwerk und Solowerk elektrisch. Auch die Registertraktur ist elektrisch. Die Disposition der Orgel lautet:
| I Hauptwerk C–g3 |                        |       |
| 1.               | Prinzipal              | 8′    |
| 2.               | Lieblich Gedackt       | 8′    |
| 3.               | Oktave                 | 4′    |
| 4.               | Querflöte              | 4′    |
| 5.               | Blockflöte             | 2′    |
| 6.               | Sesquialter II (ab f)0 | 2 ⁄3′ |
| 7.               | Mixtur IV              | 1 ⁄3′ |
| 8.               | Trompete               | 8′    |
|                  | Tremolo                |       |

| Solowerk |                     |     |
| 36.      | Doppelflöte (ab c)0 | 16′ |
| 37.      | Doppelflöte         | 8′  |
| 38.      | Flauto              | 4′  |
| 41.      | Tuba Huberti        | 16′ |
| 42.      | Horn                | 8′  |
| 43.      | Clarine             | 4′  |

| II Positiv C–g3 |            |       |
| 9.              | Salicional | 8′    |
| 10.             | Rohrflöte  | 8′    |
| 11.             | Gemshorn   | 4′    |
| 12.             | Prinzipal  | 2′    |
| 13.             | Quinte     | 1 ⁄3′ |
| 14.             | Scharf III | 1′    |
| 15.             | Krummhorn0 | 8′    |
|                 | Tremolo    |       |

| Solowerk |                     |     |
| 36.      | Doppelflöte (ab c)0 | 16′ |
| 37.      | Doppelflöte         | 8′  |
| 38.      | Flauto              | 4′  |
| 41.      | Tuba Huberti        | 16′ |
| 42.      | Horn                | 8′  |
| 43.      | Clarine             | 4′  |

| III Schwellwerk C–g3 |                       |        |
| 16.                  | Bordun                | 16′    |
| 17.                  | Offenflöte            | 8′     |
| 18.                  | Gamba                 | 8′     |
| 19.                  | Vox coelestis (ab c)0 | 8′     |
| 20.                  | Traversflöte          | 4′     |
| 21.                  | Fugara                | 4′     |
| 22.                  | Quinte                | 2 ⁄3′  |
| 23.                  | Flageolett            | 2′     |
| 24.                  | Terz                  | 1 3⁄5′ |
| 25.                  | Harmonietrompete      | 8′     |
| 26.                  | Oboe                  | 8′     |
|                      | Tremolo               |        |

| Solowerk |                |     |
| 37.      | Doppelflöte    | 8′  |
| 38.      | Flauto         | 4′  |
| 41.      | Tuba Huberti 0 | 16′ |
| 42.      | Horn           | 8′  |
| 43.      | Clarine        | 4′  |

| Pedal C–f1 |                |         |
| 27.        | Untersatz      | 32′     |
| 28.        | Prinzipalbass0 | 16′     |
| 29.        | Subbass        | 16′     |
| 30.        | Quintbass      | 10 2⁄3′ |
| 31.        | Offenbass      | 8′      |
| 32.        | Gedecktbass    | 8′      |
| 33.        | Choralbass     | 4′      |
| 34.        | Posaune        | 16′     |
| 35.        | Trompete       | 8′      |

| Solowerk |                |     |
| 38.      | Flauto         | 4′  |
| 39.      | Flöte          | 2′  |
| 40.      | Tuba           | 32′ |
| 41.      | Tuba Huberti 0 | 16′ |
| 42.      | Horn           | 8′  |
| 43.      | Clarine        | 4′  |

- Koppeln:
  - Normalkoppeln: II/I, I/P, II/P (mechanisch); III/I, III/II, III/P (elektrisch)
  - Suboktavkoppeln: III/I, III/II, III/III (elektrisch)
  - Superoktavkoppeln (ausgebaut bis g4): III/I, III/II, III/III, III/P (elektrisch)
- Spielhilfe: Äquallage ab für III

## Glocken
Das erste Rahmer Geläut bestand aus drei Stahlglocken, von denen die größte (g1 – die 1901 gegossene „Marienglocke“) 1925 von der Kirchengemeinde St. Suitbertus Heiligenhaus angekauft wurde.
Nach einem Defekt dieser Glocke im Jahr 1993 entschied man sich, das gesamte Geläut durch ein neues Bronzegeläut der Traditionsfirma Eifeler Glockengießerei Hans August Mark aus Brockscheid zu ersetzen. Die im Juni 1994 montierten Glocken sind nach Maria, Hubertus sowie Nikolaus benannt und zum Glockenmotiv „Pater noster“ zusammengestellt.
Tabellarische Übersicht über die Glockendaten:
| Nr. | Name            | Gussjahr | Gießer           | Durchmesser (mm) | Gewicht (kg) | Schlagton (16tel) |
| --- | --------------- | -------- | ---------------- | ---------------- | ------------ | ----------------- |
| 1   | Marienglocke    | 1994     | Hans Ulrich Mark | 1.300            | 1.300        | d1 −5             |
| 2   | Hubertus-Glocke | 1994     | Hans Ulrich Mark | 1.160            | 900          | e1 −6             |
| 3   | Nikolaus-Glocke | 1994     | Hans Ulrich Mark | 1.035            | 620          | fis1 −6           |